# Жулиньо
Жулио Ботельо (порт.-браз. Júlio Botelho; 29 июля 1929, Сан-Паулу — 10 января 2003, Сан-Паулу), более известный под именем Жулиньо (порт.-браз. Julinho) — бразильский футболист, правый полузащитник. В 1992 году он был признан лучшим игроком в истории итальянского клуба «Фиорентина». Именем Жулиньо назван колледж в Сан-Паулу — «Колледж Жулио Ботельо».

## Биография
Жулиньо родился на улице Пенья (порт. Penha) в Сан-Паулу в семье бакалейщика. Там же, на этой улице прошло его детство. Он происходил из семьи, приехавших в Южную Америку из Италии: его предок был итальянским священником из Лукки, носившим фамилию Боттелли (итал. Bottelli), которая в Бразилии превратилась в Ботельо.

### Клубная карьера
Первыми командами Жулиньо стали любительские клубы, «Палмейрас де Пенья» и «Крузейро-ду-Сул». Он начал свою карьеру в молодёжном составе клуба «Коринтианс». Оттуда, в возрасте 19 лет, он перешёл в «Жувентус» из родного города. Где два сезона выступал за молодёжную команду. Там же футболист был переведён на правый фланг нападения, где, впоследствии, он провёл всю свою карьеру. В 1950 году футболист был переведён в первую команду клуба, дебютировав 20 августа во встрече с «Коринтиансом» (2:2). Поиграв там лишь шесть месяцев, Жулиньо, 15 февраля 1951 года, был куплен клубом «Португеза Деспортос», заплативший за трансфер полузащитника 50 тыс. крузейро. Его дебютной игрой стал матч против «Фламенго» 18 февраля 1951 года, где его команда проиграла 2:5. Спустя шесть дней он забил свой первый мяч за клуб, поразив ворота «Америки»; встреча завершилась победой «Деспортос» 4:2. 25 ноября 1951 года Жулиньо забил 4 гола в матче со своим бывшим клубом, «Коринтиансом», а его команда победила во встрече 7:3. В том же году во время турнире «Португезы» по Европе контракт Жулиньо предложил миланский «Интер», но клубы не смогли договориться. Всего за «Деспортос» полузащитник выступал 5 лет, проведя 191 матч и забив 101 гол. 17 июля 1955 года Жулиньо провёл последний матч «Португезу», в котором его команда проиграла «Сантосу» в товарищеской игре 0:1. За этот период его команда выиграла два турнира Рио-Сан-Паулу. Сам Жулиньо положительно отличился и своим поведением на поле: за 3 года он не получил ни одного предупреждения, за что заработал премию от арбитражной бразильской лиги.
19 июля 1955 года Жулиньо был куплен итальянским клубом «Фиорентина», который заплатил за трансфер полузащитника 5,5 тыс. долларов. Фульвио Бернардини, увидевший футболиста на чемпионате мира 1954, считал Жулиньо самый сильным из правых полузащитников мира, и потому настоял на его покупке, сказав: «Если у нас будет Жулиньо, у нас будет титул». 18 сентября бразилец забил первый мяч за клуб, поразив ворота «Про Патрии» (2:2). В первом же сезоне футболист помог клубу выиграть чемпионат Италии, что стало первым выигранным первенством в истории клуба. В чемпионате он провёл 31 матч и забил 6 голов. В следующем сезоне клуб занял второе место в чемпионате. В этом турнире Жулиньо забил 7 голов и стал лучшим бомбардиром команды. Но наибольших успехов команда добилась в Кубке чемпионов, где дошла до финала, где проиграла мадридскому «Реалу». Жулиньо в этом розыгрыше забил один гол, поразив ворота «Грассхоппера». В сезоне 1957/1958 команда вновь осталась на втором месте, на этот раз уступив «Ювентусу». Жулиньо провёл 28 матчей и забил 7 голов. Также клуб дошёл до финала Кубка Италии, в котором проиграл «Лацио». По окончании сезона бразилец, почувствовавший тоску по Родине, решил покинуть клуб. К этому его подтолкнул и уход с тренерского «мостика» команды Бернардини, который и пригласил бразильца. Всего за «Фиорентину» он провёл 98 матчей и забил 23 гола (89 матчей и 22 гола в серии А, 7 матчей — 1 гол в Кубке чемпионов и 2 игры в Кубке Грассхопперс).
В 1958 году Жулиньо вернулся в Бразилию, став игроком клуба «Палмейрас», которому предпочёл предложение «Васко да Гамы». В 1959 году Жулиньо помог клубу выиграть чемпионат Сан-Паулу. Клубы «Сантос» и «Палмейрас» набрали одинаковое количество очков, а потому было решено провести два дополнительных матча, которые завершились вничью; после этого была проведена третья игра, которую выиграл клуб Жулиньо. После победы эту команду окрестили «Первая Академия» (порт. Primeira Academia). В следующем году Жулиньо выиграл с командой Кубок Бразилии. Жулиньо выступал за этот клуб до 1967 года, выиграв три чемпионата Сан-Паулу, два турнира Рио-Сан-Паулу и Кубок Роберто Гомеса Педросы. Прощальный матч он провёл 12 февраля 1967 года против клуба «Наутико Ресифи»; в этой игре его заменил на 32 минуте встречи Альберто Гальярдо. Всего за клуб он провёл 269 матчей и забил 81 мяч.

### Международная карьера
В составе сборной Бразилии Жулиньо дебютировал 6 апреля 1952 года в матче Панамериканских игр против Мексики, в котором бразильцы победили 2:0. На том же турнире, 13 апреля, он забил первый мяч за национальную команду, поразив ворота сборной Панамы. Проведя четыре из пяти матчей на турнире, Жулиньо помог своей команде выиграть этот трофей. В следующем году Жулиньо поехал в составе сборной на чемпионат Южной Америки. В первом же матче турнира, со сборной Боливии, он забил 4 гола, а его команда победила 8:1. На турнире полузащитник провёл все матчи, а Бразилия и Парагвай набрали одинаковое количество очков. В результате, решено было сыграть решающий матч между этими командами, в котором парагвайцы победили 2:1, а бразильцы заняли второе место. Жулиньо забил на турнире 5 голов, став вторым бомбардиром первенства, позади Франсиско Молины.
В 1954 году Жулиньо поехал в составе сборной на чемпионат мира. В первой же игре он забил гол, а его команда победила Мексику со счётом 5:0. Во второй игре бразильцы сыграли вничью с Югославией; любопытно, что бразильцы не знали регламента турнира: в частности когда они сравняли счёт, после этого продолжали яростно атаковать, думая, что ничья их не устроит. В четвертьфинале они встречались с Венгрией. Матч, проходивший 27 июня, впоследствии получил название «Битва в Берне» из-за многочисленных неспортивных действий игроков и нескольких вспыхнувших драк; корреспондент Times сообщил в своём репортаже: «никогда я не видел такой жестокой борьбы», включая драку уже по окончании матча в подтрибунном помещении. Бразилия встречу проиграла 2:4, несмотря на гол Жулиньо, который один провёл всю оборону соперника, и вылетела из розыгрыша турнира. После игры нападающий венгров, Ференц Пушкаш, сказал, что Жулиньо был лучшим у бразильцев. А некоторые говорили, что на том чемпионате он был лучшим правым полузащитником мира.
В 1958 году Бразилия готовилась к поездке на чемпионат мира в Швецию. Главный тренер команды, Висенте Феола, придерживался политики не брать в состав сборной футболистов не выступающий в данный момент в Бразилии. И лишь для одного Жулиньо он был готов сделать исключение. Однако полузащитник отказался, сказав, что это несправедливо — отнимать место у тех игроков, кто завоевал право на поездку на мундиаль, выступая на родине.
13 мая 1959 года Бразилия в товарищеском матче встречалась с Англией на Маракане. Главный тренер команды, Висенте Феола, в этой встрече выставил на правый край полузащиты Жулиньо, вместо обычно там игравшего Гарринчи. Когда диктор объявил состав бразильской команды, все зрители, любившие игру Гарринчи, резко замолчали, а затем дружно «наградили» футболиста протяжным «бу-у-у». Нилтон Сантос, услышавший это, сказал Жулиньо: «Иди туда и сделай сделай так, чтобы он проглотили это „бу“». И уже через две с половиной минуты, после прохода и гола в верхний угол ворот Жулиньо, его наградили аплодисментами. А затем, когда с его паса был забит и второй мяч, стали поддерживать игрока. И по окончании матча наградили его овацией, причём все 140 тыс. зрителей приветствовали его стоя; это вызвало у полузащитника слёзы, впервые в карьере. На следующий день британские газеты вышли с заголовком: «Бразилия теперь имеет две Гарринчи».
В 1960 году Жулиньо помог бразильцам выиграть Кубок Рока. Два года спустя Айморе Морейра, тренер сборной, предложил ему участие в чемпионате мира, но из-за болей в колене футболист отказался. Последний матч за сборную Жулиньо провёл 7 сентября 1965 года, в нём Бразилия обыграла Уругвай со счётом 3:0. Всего за сборную страны он провёл 31 встречу и забил 13 мячей.

### Тренерская карьера
После окончания карьеры он стал тренером, тренируя «Португезу», «Палмейрас» и «Коринтианс». Также работал тренером университетской команды.
Последние годы Жулиньо жил бедно. У него не нашлось 10 тыс. долларов, чтобы вставить кардиостимулятор. Из-за этого он перенёс инсульт и был вынужден передвигаться в инвалидной коляске. Умер Жулиньо в ночь с 10 на 11 января 2003 года в больнице Носса Сеньора да Пенья в Сан-Паулу от острой сердечной недостаточности. Там же, в районе Пенья, он был похоронен.

## Личная жизнь
У Жулиньо было 9 детей, 5 мальчиков — Луис Карлос, Марко Антонио, Жулио Жуниор, Пауло Роберто и Карлос Алберто (порт. Luiz Carlos, Marco Antonio, Julio Junior, Paulo Roberto и Carlos Alberto) и 4 девочки — Мария Ап Каппуччи, Элени Паррейра, Таня Эрнандес и Грациэлла Бим (порт. Maria Ap. Cappucci, Eleni Parreira, Tania Hernandez и Graziella Bim).

## Достижения

### Командные
- Победитель турнира Рио-Сан-Паулу: 1952, 1955, 1965, 1967
- Чемпион Панамериканских игр: 1952
- Чемпион Италии: 1956
- Обладатель Кубка Бразилии: 1960
- Чемпион штата Сан-Паулу: 1959, 1963, 1966
- Обладатель Кубка Атлантики: 1960
- Обладатель Кубка Рока: 1960
- Обладатель Кубка Роберто Гомеса Педрозы: 1967